# Касти-Вергенштайн
Касти-Вергенштайн (нем. Casti-Wergenstein) — деревня и бывшая коммуна в Швейцарии, в кантоне Граубюнден. 
До 2020 года имела статус отдельной коммуны. 1 января 2021 года была объединена с коммунами Донат, Лон и Матон в новую коммуну Мутонья-да-Шонс. Входит в состав региона Виамала (до 2015 года входила в округ Хинтеррайн).
Население составляет 60 человек (на 31 декабря 2006 года). Официальный код  —  3703.